# La Perla (Porto Rico)
La Perla è un quartiere della Vecchia San Juan a San Juan, a Porto Rico.
Conosciuto per la sua vivace cultura, le strade colorate e la ricca storia, il quartiere è un crogiolo di influenze caraibiche, africane e spagnole. Ospita un'ampia varietà di ristoranti, bar e negozi, offrendo ai visitatori la possibilità di sperimentare la cucina e la cultura locale. Le strade sono fiancheggiate da murales colorati e arte di strada, raffiguranti la vita quotidiana della comunità e la sua storia.
Una delle principali attrazioni è l'omonima spiaggia, un luogo bellissimo e appartato, perfetto per nuotare, prendere il sole e rilassarsi. I visitatori possono anche fare una visita guidata del quartiere, dove potranno conoscere la storia e le usanze della comunità. La Perla ospita anche la Casa del Tren Blindado, un sito storico che segna il luogo in cui furono sparati i primi colpi della rivoluzione portoricana nel 1950.
Questo sito è una tappa obbligata per gli appassionati di storia e offre un'approfondita guarda la storia politica e sociale dell'isola. Nel complesso, questo barrio è una destinazione imperdibile per qualsiasi turista in visita a San Juan. Con la sua cultura vibrante, le strade colorate e la ricca storia, offre ai visitatori la possibilità di sperimentare la vera essenza di Porto Rico.

## Storia
La Perla nacque nel XVIII secolo con la progettazione di un mattatoio poiché la legge prevedeva che le abitazioni degli schiavi e dei servi neri e di colore senza tetto, nonché i cimiteri, fossero istituiti lontano dal centro principale della comunità: in questo caso, fuori dalle mura della città. Qualche tempo dopo, alcuni agricoltori e lavoratori iniziarono a vivere intorno al macello e in breve tempo stabilirono lì le loro case.

## Comunicazione

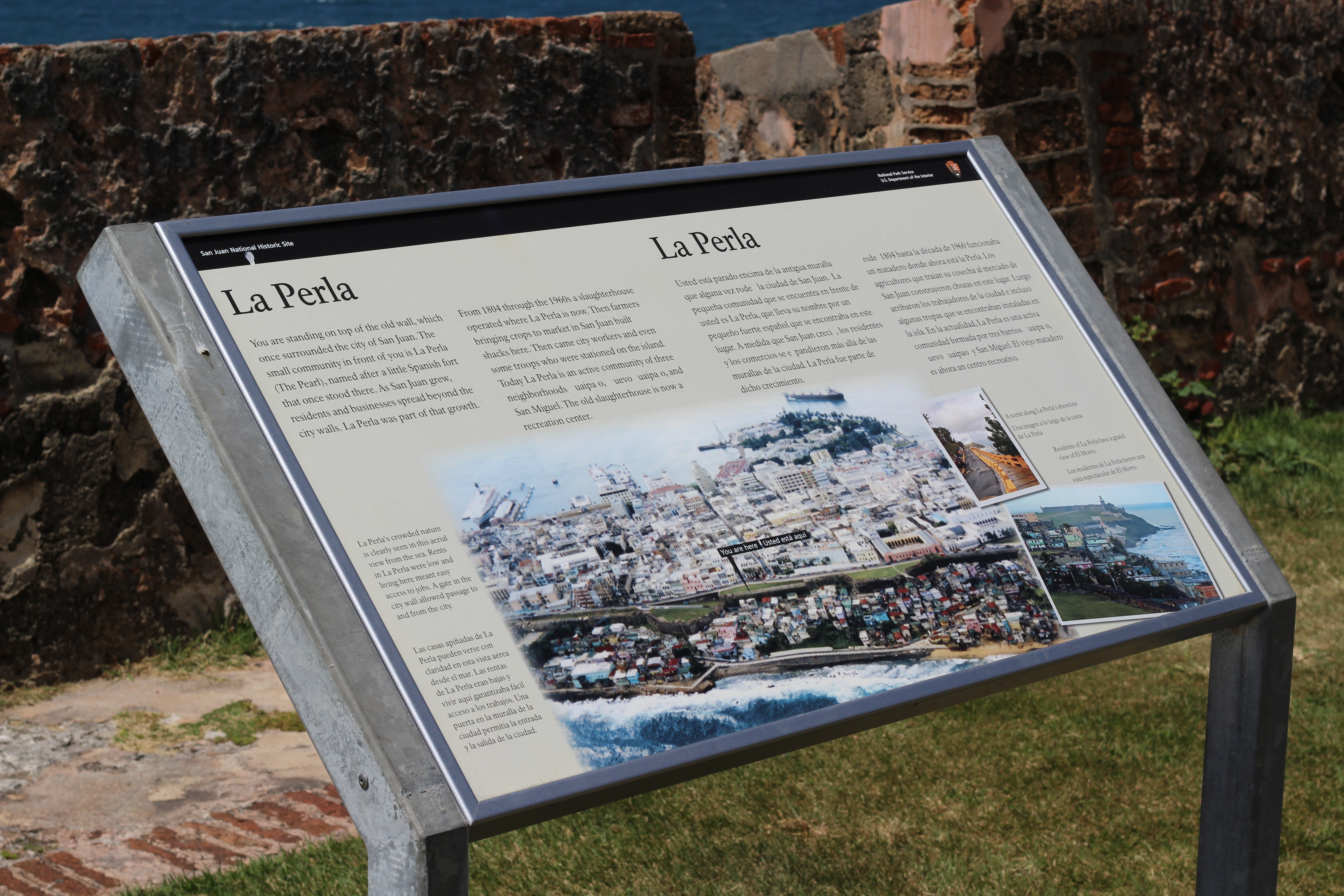
Cartello con informazioni sul quartiere

La Perla dispone di uno studio di registrazione musicale orientato alla comunità, El Estudio D'Oro, che funge da laboratorio di produzione musicale gratuito per tutte le età. Estudio D'Oro è anche la sede del programma radiofonico urbano FM, Hip Hop 787 La Verdadera Escuela, trasmesso in diretta dallo studio su WVOZ Mix 107.7 FM.
Nel 1978, il cantante di salsa Ismael Rivera ha realizzato una canzone di successo, scritta dal compositore Catalino Curet Alonso, in onore di questa comunità. Nel 2009, il gruppo Calle 13 ha pubblicato una canzone tributo al quartiere, chiamata anche La Perla, in collaborazione con il cantante di salsa panamense Rubén Blades. Nella canzone, fa riferimento ai primi sforzi di Rivera, Hojas; Nel video della canzone, Leaves rende omaggio a Curet visitando la sua tomba nel cimitero della comunità di Santa María Madgalena de Pazzis.
La cantante canadese Nelly Furtado insieme a Residente, un membro della band Calle 13, hanno filmato il video musicale del remix della canzone di Furtado No hay Igual il 26 giugno 2006 a La Perla. Residente ha detto che spera che il video li aiuti a raggiungere un nuovo pubblico: "È una buona opportunità per noi. Mi interessava di più sul mercato nordamericano, sul mercato europeo e sul perché la sua famiglia è portoghese". Il video è stato diretto da Israel Lugo e Gabriel Coss, fotografato da Sonnel Velazquez e prodotto da María Estades.

## Strade
Le strade di La Perla non sono presenti sulla maggior parte delle mappe della città per scoraggiare i turisti dal passeggiare nella zona a causa della sua reputazione delinquente. Anche così, negli ultimi anni La Perla lo ha dimostrato che non importa quanto cerchino di maltrattare la loro immagine da parte dei media di comunicazione e cercano di emarginarsi, hanno una delle migliori viste della parte settentrionale dell'Oceano Atlantico, Morro e tutta la parte settentrionale della Vecchia San Juan. La Perla oggi dispone di numerosi spazi turistici visitati quotidianamente da persone provenienti da tutto il mondo ed è un luogo abbastanza sicuro rispetto agli anni '80.
Di seguito il riferimento delle vie del quartiere:
1. Calle Tiburcio Reyes (confine occidentale, lungo l'esterno delle mura della città vecchia)
2. Calle San Miguel (soprattutto nella parte occidentale, lungo il nord)
3. Calle Bajada Matadero (principalmente nella parte occidentale, lungo il sud)
4. Calle Lucila Silva (per lo più nella parte occidentale, est-ovest al centro, troppo stretta per le auto)
5. Calle Augustin O Aponte (parte orientale)

La Perla era il vero sito del quartiere immaginario "La Esmeralda" descritto nel lavoro sociologico di Oscar Lewis "La Vida" che descrive la vita degli abitanti degli slum portoricani attraverso interviste registrate con dozzine di membri intrecciati della famiglia che vivevano lì negli anni '40 -'70.

## Demografia
Nelle sequenze temporali del Censimento degli Stati Uniti d'America del 2000, La Perla comprende i blocchi di censimento dal 3001 al 3010 (gruppo di blocchi 3, tratto di censimento 4, San Juan, Porto Rico). È stata segnalata una popolazione di 338 abitanti, 198 unità abitative (29 non occupate) e 169 case, in un'area di 80.028 iarde quadrate (16,53 acri; 66.914 m²).
La Perla appartiene ed è costituita dai tratti più settentrionali dei subbarrios Mercado (ovest) e San Cristóbal (est) di Viejo San Juan. La linea di demarcazione tra i subbarrios è l’estensione immaginata di Calle San Justo a nord, oltre le mura della città vecchia, fino alla costa atlantica. La parte orientale è costituita dai blocchi censiti 3002, 3009 e 3010, con una popolazione di 64 abitanti, 35 unità abitative (4 non occupate) e 31 case, su 41.348 iarde quadrate (8,5 acri; 34.572 m²).

## Cultura

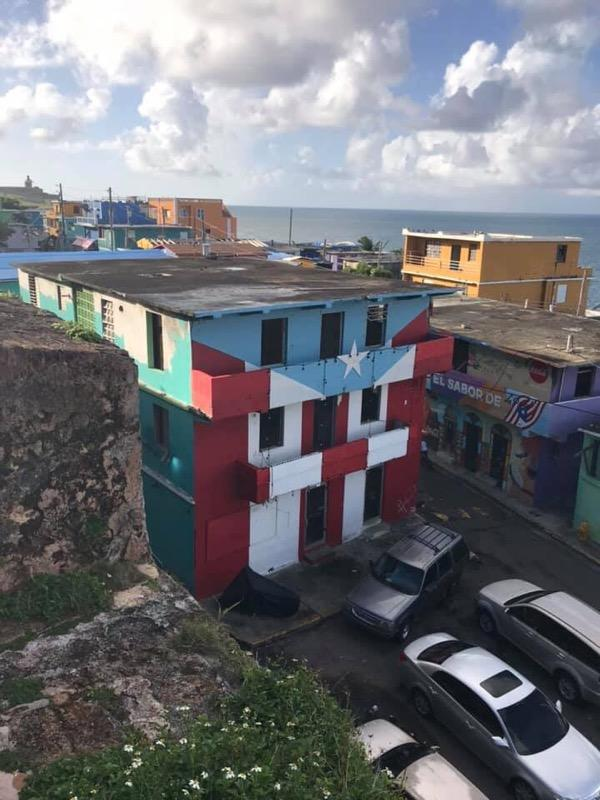
Bandiera portoricana dipinta su un vecchio edificio nel quartiere

La Perla è l'ambientazione di numerosi video musicali come "La Perla" di Calle 13 e Rubén Blades, "Despacito" di Luis Fonsi e Daddy Yankee, "No hay igual" di Nelly Furtado e Residente, l'opera classica portoricana "La Carreta" di René Marqués e il romanzo postmoderno "United States of Banana" di Giannina Braschi.